# Kiril Denísov
Kiril Gueórguievich Denísov –en ruso, Кирилл Георгиевич Денисов– (Triojgorny, 25 de enero de 1988) es un deportista ruso que compite en judo.
Ganó cinco medallas en el Campeonato Mundial de Judo entre los años 2009 y 2017, y cuatro medallas en el Campeonato Europeo de Judo entre los años 2011 y 2017.
En los Juegos Europeos de Bakú 2015 consiguió dos medallas, oro en la categoría de –90 kg y bronce por equipo.

## Palmarés internacional
| Campeonato Mundial | Campeonato Mundial      | Campeonato Mundial | Campeonato Mundial |
| Año                | Lugar                   | Medalla            | Categoría          |
| ------------------ | ----------------------- | ------------------ | ------------------ |
| 2009               | Róterdam (Países Bajos) | Medalla de plata   | –90 kg             |
| 2010               | Tokio (Japón)           | Medalla de bronce  | –90 kg             |
| 2013               | Río de Janeiro (Brasil) | Medalla de bronce  | –90 kg             |
| 2015               | Astaná (Kazajistán)     | Medalla de plata   | –90 kg             |
| 2017               | Budapest (Hungría)      | Medalla de bronce  | –100 kg            |
| Juegos Europeos    |                         |                    |                    |
| Año                | Lugar                   | Medalla            | Categoría          |
| 2015               | Bakú (Azerbaiyán)       | Medalla de oro     | –90 kg             |
| 2015               | Bakú (Azerbaiyán)       | Medalla de bronce  | Equipo             |
| Campeonato Europeo |                         |                    |                    |
| Año                | Lugar                   | Medalla            | Categoría          |
| 2011               | Estambul (Turquía)      | Medalla de plata   | –90 kg             |
| 2013               | Budapest (Hungría)      | Medalla de oro     | –90 kg             |
| 2015               | Bakú (Azerbaiyán)       | Medalla de oro     | –90 kg             |
| 2017               | Varsovia (Polonia)      | Medalla de bronce  | –100 kg            |